# البن في السعودية
البن في السعودية تعود زراعة البُن في السعودية إلى قرون عديدة، حيث اهتم سكان المرتفعات الساحلية لسلسلة جبال السروات الحجازية الممتدة من مدينة الطائف إلى الحد الجنوبي، وعرفت سلسلة هذه الجبال خصوصًا ما يطلق عليها «الأصدار» وهي الواجهة الغربية منها بشجرة البن الذي يتميز بجودته العالية بحكم خصوبة التربة واعتماد هذا المنتج على مياه الأمطار الموسمية بشكل كامل.
تعد القهوة في السعودية رمزاً للكرم والحفاوة، ومشروباً تقليدياً لهم مصنفاً ضمن التراث غير المادي. يعتقد مزارعو البن السعوديين، أنه بالإمكان رفع الإنتاج والتحول لتصدير البن فيما لو تبنت الحكومة استراتيجية دعم توفر لهم متطلبات زراعة البن، وفي مقدمتها توفير المياه في مناطقهم الجبلية التي تشكل بيئتها الرطبة والباردة مناخاً مثالياً لزراعة البن، بجانب إنشاء شبكة طرق تسهل التنقل في منطقة جبلية وعرة. في الفترة القليلة الماضية زاد اهتمام السعودية ومسؤوليها بمزارع البن المنتشرة بشكل لافت في جنوب البلاد، مما عزز من آمال المزارعين بتبني استراتيجية حكومية توفر دعماً لهم من جهة، وتحقق طموحات البلاد الباحثة عن موارد جديدة للاقتصاد بعيداً عن النفط. وبهدف دعم منتج القهوة المحلي والارتقاء به إلى المصاف العالمية في المستقبل، أطلق صندوق الاستثمارات العامة السعودي في شهر مايو 2022،"الشركة السعودية للقهوة" حيث تسعى الشركة لاستثمار نحو 1.2 مليار ريال على مدى السنوات العشر المقبلة في قطاع القهوة في المملكة، والمساهمة في رفع القدرة الإنتاجية للبُنّ السعودي من 300 إلى 2500 طن سنوياً.

## التاريخ
تُعد زراعة البن إرث متأصل بين أبناء المحافظات الجبلية بالمنطقة الجنوبية في السعودية، وخاصة في منطقة جازان، وتمتد من محافظة العارضة جنوباً وفيفا والداير بني مالك والعيدابي وهروب إلى الريث شمالاً. كانت هذه الجبال خلال حياة الآباء والأجداد عامرة بزراعة البن ولكن الاهتمام به تراجع لأسباب كثيرة منها الاكتفاء بالعمل الحكومي وعدم قدرة الآباء والأجداد في فترات ماضية على مواصلة الاهتمام بالبن.

## زراعة البن
يزرع البن في ارتفاعات عالية على في مناخ بارد، كما هو الحال في ست محافظات بمنطقة جازان، وتزرع الشتلات الصغيرة في التربة المخصصة لها، ولا تحتمل قلة السقاية وغالبًا ما تتم الزراعة بعد سقوط الأمطار، بحيث تكون التربة ما زالت رطبة وتتوفر كميات مناسبة من المياه في تلك الجبال عن طريق وسائل حفظ مياه الأمطار القديمة، وتستغرق بعض الأشجار ثلاث سنوات حتى تثمر.

## الاستهلاك
تصنف السعودية من بين أكثر دول العالم استهلاكاً للبن، بسبب ارتفاع معدل استهلاك الفرد السعودي للقهوة، وتقدر الكميات المستوردة سنويًا للأسواق السعودية من البن بـ10.000 طن، ويبلغ معدل إنفاق السعوديين على إعداد القهوة أكثر من مليار ريال، بواقع يتجاوز 60 ألف طن حسب تقديرات وزارة البيئة والمياه والزراعة، ودراسات جامعة الملك عبد العزيز.

## الإنتاج
يوجد نحو 100 ألف شجرة بن في منطقة جازان بجنوب غرب السعودية، تنتج سنوياً نحو 500 طن، وهو رقم قليل جداً مقارنة بالدول المنتجة للبن مثل كولومبيا التي تنتج أكثر من 500 ألف طن سنوياً، وحتى اليمن المجاورة التي تنتج سنوياً نحو 20 ألف طن.
في إحصائية عن إنتاج البن وعدد المزارع والأشجار في المملكة لعام 2019، بلغ الناتج المحلي من البن العربي 646 طنًّا، كما بلغ عدد مزارع البن 847 مزرعة احتوت على 100 ألف شجرة بن، منها أكثر من 82 ألف شجرة مثمرة.
في عام 2023م تجاوز إنتاج البن السعودي (1,485) طن، بزيادة (37 %) عن العام السابق.

## مناطق الزراعة
تبرز 3 مناطق سعودية في زراعة البن المحلي الذي تنمو شجيراته في المحافظات الجبلية بمنطقة جازان وعسير والباحة، ويعكف المزارعون السعوديون على العناية بهذه الشجرة للحصول على أجود محاصيل البن، الذي يملك عبقاً خاصاً ومذاقاً غنياً.تشهد زراعة البن إقبالاً متزايداً من أهالي المحافظات الجبلية التابعة لمنطقة جازان (جنوب السعودية)، وهو إرث متأصل بين أهالي أبناء محافظات قبائل خولان السعودية ، والتي تمتد من محافظة العارضة جنوباً وفيفاء والداير بني مالك والعيدابي وهروب إلى الريث شمالاً.

### جازان
يوجد حالياً حوالي (700) مزرعة قائمة في محافظات قبائل خولان (المحافظات الجبلية التابعة لمنطقة جازان) تقوم على مجهودات شخصية من المواطنين، بينما يوجد آلاف المدرجات الزراعية «جاهزة» هناك، لكنها تحتاج إلى إعادة استصلاح كونها هجرت والكثر منها نالها الخراب بسبب الأمطار أو تهدمت مدرجاتها بعد انحدار ثقافة زراعة البن لدى المواطنين بسبب عوامل التنمية وهجرة الإنسان إلى المدينة والعمل والوظيفة.

### محافظة الداير
تسمى محافظة الداير (عاصمة البن) وتعد هذه المحافظة والتي يسكنها حوالي100 ألف نسمة، أحد مواقع انتشار «البن الخولاني السعودي» الذي يعد من أندر وأغلى أنواع البن في العالم، وتعتلي مزارعها قمم الجبال وعلى السفوح وعلى ارتفاعات تقدر بنحو 800 متر عن سطح البحر. تحتضن المحافظة ما يقارب من خمسة آلاف شجرة بُن، زرعت منذ عشرات السنين، وتُسقى بطرق طبيعية عبر مجرى مياه الأمطار والسيول في الوادي. عبر تاريخ طويل، قام المزارعين بالاعتناء والرعاية بزراعة البن متغلبين على الطبيعة الجبلية القاسية؛ فانتشرت أشجار البن فيها، وأشهر مزراع المحافظة «مزرعة وادي العين الحديثة للبن»، التي يقدر عمرها بـ600 عام توارثها الأجيال بالرعاية والعناية والتي تنتج وحدها ما يقارب 5 أطنان سنوياً من البن الخولاني.
يحرص المزارعون في الدائر وغيرها من محافظات القطاع الجبلي بالمنطقة على تعليم أبنائهم زراعة أشجار البن مع تعليمهم حب الشجرة؛ وذلك حرصاً على استمرار زراعتها وإثمارها؛ مما أسهم في زيادة عدد أشجار البن في المحافظة لتصل إلى أكثر من 54 ألف شجرة بن، وبلغ عدد المزارعين أكثر من 500 مزارع بن في محافظة الداير وحدها.

### محافظة الريث
محافظة الريث الواقعة شرق جازان، إحدى مناطق زراعة وجني ثمار البن.

### جبال بني مالك
جبال بني مالك تمثل ما يقارب ٨٠% من المدرجات الزراعية لشجرة البن على مستوى القطاع الجبلي.

## الدعم
في يناير 2018، طالب مجلس الشورى، وزارة الزراعة تشجيع ودعم زراعة محصول البن في المناطق الجنوبية الغربية بالتعاون بين القطاعين العام والخاص وباستخدام المياه المتجددة. بينما أطلقت أرامكو مبادرة لدعم زراعة وإنتاج البن في المحافظات الجبلية التابعة لمنطقة جازان، والمبادرة تشمل دعم قدرات مزارعي البن وتأهيلهم وتدريبهم على أحدث التطورات العلمية في مجال زراعة البن.
تدعم الحكومة مشاريع البن ببرامج ومبادرات عدة، منها مشروع تأهيل المدرجات الزراعية في 158 موقعاً، بعدد 1664 مدرجاً زراعياً بمساحة 899176 متراً مربعاً، تتوزع بين فيفا والعارضة والداير. وتشارك وزارة البيئة والمياه والزراعة المزارعين السعوديين الاحتفاء بيوم القهوة العالمي، وتقدم الوزارة الدعم لتعزيز إنتاج البن في المناطق الإدارية: جازان والباحة وعسير جنوب غربي المملكة. كما أطلقت برنامج التنمية الريفية الزراعية المستدامة، وجعلت من أهم مستهدفاته تطوير زراعة البن وتنميتها، ودعمت في هذا السياق 30 ألف مزارع. وبدأت الوزارة بتنفيذ المرحلة الأولى من مشروع تقديم المساعدة الفنية لصغار المزارعين في منطقة جازان بالتعاون مع الصندوق الدولي للتنمية الزراعية "إيفاد"، لتعزيز إنتاج محصول البن في المدرجات الزراعية عبر إنشاء 60 مزرعة نموذجية للبن، بهدف تعزيز الأمن الغذائي في المناطق الريفية، وزيادة الإنتاج الزراعي، والاستفادة من مصادر المياه المتجددة، وتعزيز الإنتاجية والربحية للمزارعين.
إضافة إلى إنشاء مصنع للبن وتحويل 60 مزرعة بن نموذجية مصحوبة بتمكين الكوادر الوطنية المؤهلة، مع دخول البن ضمن مشاريع الصندوق الدولي للتنمية الزراعية (إيفاد) كأول مشاريع الصندوق في المملكة وهو «مشروع تنمية سلاسل القيمة للبن في منطقة جازان».

## مهرجان البن
إقامة أول مهرجان للبن في محافظة الداير بني مالك فإن له إيجابيات كثيرة تتعلق بتنمية هذه الشجرة وتسليط الضوء على أهميتها وكان من نتائج ذلك أن قامت شركة أرامكو مشكورة بالتعاون مع جمعية البر الخيرية في الداير بني مالك ببعض المبادرات المجتمعية التي نشهدها الآن.
انطلقت قبل سنوات فكرة إقامة أول مهرجان للبن في محافظة الداير بني مالك. وتبنت محافظة الداير بني مالك تنفيذ الفكرة بعد صدور موافقة أمير المنطقة على إقامة أول مهرجان للبن في محافظة الداير بني مالك في تاريخ 26-01-1435هـ. شجع المهرجان المواطنين في محافظات القطاع الجبلي بجازان على الاهتمام به كون مردوده الاقتصادي واعداً للوصول للاكتفاء الذاتي منه وانتشاره كذلك في بقية سلسلة جبال السروات في عسير والباحة والطائف. يجلب إلى المهرجان كميات كبيرة من أنواع مختلفة من البن. وتحضر للمهرجان بعض الشركات العالمية وبعض ضيوف الشرف المهتمين بالبن.

## وحدة أبحاث البن
تم إنشاء وحدة أبحاث للبن، بمركز الأبحاث الزراعية في جازان، وتعد الأولى من نوعها، حيث جاءت الموافقة على استحداثها لنجاح منطقة جازان في زراعة البن، وتماشياً مع رؤية الوزارة في توطين الزراعات بالمملكة وتحسين جودة المنتج الزراعي.

## الوضع الحالي
على سفوح الجبال العالية جنوب السعودية تدب الحياة مجددًا في مدرجات زراعة البن البلدي الذي كانت تشتهر به منذ عصور قديمة، كأحد أهم الموارد الاقتصادية لسكان تلك الجبال على مر العصور بعد ظروف مناخية وجغرافية وإنسانية جففت عروق تلك الأشجار وتسببت في موت الآلاف منها.

## مبادرة أرامكو لزراعة القهوة
- انطلقت مبادرة المواطنة من أرامكو لتدريب المزارعين وزراعة البن منذ عام 2016م من محافظة الداير في جازان، وساعدت المبادرة المزارعين المستفيدين على زيادة الطاقة الإنتاجية لمزارعهم إلى أكثر من 800 طن سنويًا من البُن بنهاية عام 2021م.[13]
- في 11 أبريل 2023م وقّعت أرامكو السعودية والشركة السعودية للقهوة مذكرة تفاهم لتعاونٍ إستراتيجي غير ربحي بهدف تطوير إنتاج البن وصناعة القهوة في السعودية.[14]
- في عام 2018م بدأت أرامكو في إنشاء مصنع للبن في محافظة الداير في جازان، ويعتبر المصنع بداية من ضمن مبادرات أرامكو السعودية.[15]

## الجدوى الاقتصادية
مع عودة زراعة البن والاهتمام بها في المناطق الجنوبية، يتوقع أن يصبح البن رافدًا اقتصاديًا كبيرًا، وسيحمل العديد من الفوائد منها اتساع سوق العمل للمزيد من الباحثين عن العمل أو التجارة، وهو ما بدأ به العديد من الشباب من سكان المحافظات الجبلية جنوب السعودية كفيفاء والداير بني مالك.
ويعد سوق زراعة وتسويق وتصدير البن أحد أقوى الأسواق عالميًا لكنه لايزال ناشئًا في السعودية، ومع هذا فإن الأرقام التي أعلنت تشير إلى تقدم ملحوظ في أسواق البن السعودية، حيث بلغ الدخل ملايين الريالات وهو ما يفتح المجال للمزيد من الاستثمارات والعمل الزراعي في هذا المجال.
سعر الطن من البن العادي عالمياً يتجاوز (30 ألف) ريال سعودي، والبن المنتج من جبال بني مالك وبقية أجزاء القطاع الجبلي بجازان مشهور بجودته العالية مقارنة بالبن البرازيلي، وبسوقنا المحلي يصل سعر الطن منه ما يفوق (60 ألف ريال)، وشجرة البن تنتج ما بين 8 إلى 10 كيلوجرامات، وإنتاج مزرعة بها 500 شجرة بن ستنتج حوالي 5 أطنان من البن، وهذا يقدر سعره بأكثر من 240 ألف ريال للمزعة الواحدة.
ووفقًاً للتقارير، فإن إنتاج البن من ست مدن تابعة لمنطقة جازان فقط بلغ في موسم واحد أكثر من 600 طن، وهو ما يكشف عن رقم كبير من الدخل المادي مقارنة بسعر الطن بالجملة لأجود أنواع البن المحلي. ويبلغ سعر الطن حاليًا، حوالي (60 ألف ريال)، وشجرة البن تنتج ما بين 8 إلى 10 كيلوغرامات، وإنتاج مزرعة بها 500 شجرة بن ينتج حوالي 5 أطنان من البن، ويقدر سعره بأكثر من 240 ألف ريال للمزرعة الواحدة.

## نحو العالمية
بدأت شركات ناشئة في هذا المجال تتعاقد مع المزارعين لشراء محصولهم الموسمي فيما كان لتميُّز البن الذي تنتجه جبال الداير وفيفاء وغيرها من جبال قبائل خولان السعودية سببٌ في اتجاه شركات متخصصة في مجال البن إلى إعلان منتجات في زوايا خاصة بها، بوصفها أحد أهم منتجات القهوة العالمية. وحرص موقع متخصص، على الإشارة إلى قهوة جبال الداير الأصيلة ذات الجودة المرتفعة، واستعرضها على منصته العالمية.

## قهوة قشر
تُستخدم قشور البن عند كثير من قبائل السعودية، لإعداد نوعاً من أنواع القهوة معروف محليا باسم «قهوة قشر»، وهي سائدة منذ زمن بعيد، إلى أن قامت إحدى الشركات العالمية المتخصصة بعملها كمنتج يقدم للزبائن باسم «قهوة القشر».

## الشركة السعودية للقهوة
في 15 مايو, 2022، أعلن صندوق الاستثمارات العامة، عن إطلاق الشركة السعودية للقهوة، بهدف دعم منتج القهوة المحلي والارتقاء به إلى المصاف العالمية في المستقبل. ويهدف إنشاء الشركة للقيام بدور رئيسي في تعزيز جهود تطوير الزراعة المستدامة في منطقة جازان بجنوب المملكة، باعتبارها موطناً رئيسياً لبُنّ الأرابيكا الأشهر عالمياً.وذلك من خلال استثمار نحو 1.2 مليار ريال على مدى السنوات العشر المقبلة في قطاع القهوة في المملكة، والمساهمة في رفع القدرة الإنتاجية للبُنّ السعودي من 300 إلى 2500 طن سنوياً.